# فرودگاه زوهای سانزاهو
فرودگاه زوهای سانزاهو (به انگلیسی: Zhuhai Sanzao Airport) یک فرودگاه همگانی و نظامی با کد یاتا ZUH است که یک باند فرود بتن دارد و طول باند آن ۴۱۲۰ متر است. این فرودگاه در شهر ژوهای کشور چین قرار دارد و در ارتفاع ۷ متری از سطح دریا واقع شده است.